# La Framboisière
La Framboisière település Franciaországban, Eure-et-Loir megyében. Lakosainak száma 337 fő (2022. január 1.). La Framboisière Louvilliers-lès-Perche és La Saucelle községekkel határos.

## Népesség
A település népességének változása:
| Lakosok száma | 349  | 346  | 340  | 340  | 341  | 346  | 342  | 337  |
|               | 2013 | 2015 | 2017 | 2018 | 2019 | 2020 | 2021 | 2022 |